# NGC 5153
NGC 5153 est une galaxie elliptique située dans la constellation de l'Hydre. Sa vitesse par rapport au fond diffus cosmologique est de 4 609 ± 35 km/s, ce qui correspond à une distance de Hubble de 68,0 ± 4,8 Mpc (∼222 millions d'al). NGC 5153 a été découverte par l'astronome britannique John Herschel en 1834.

À ce jour, quatre mesures non basées sur le décalage vers le rouge (redshift) donnent une distance de 47,200 ± 4,813 Mpc (∼154 millions d'al), ce qui est à l'extérieur des valeurs de la distance de Hubble. Notons que c'est avec la valeur moyenne des mesures indépendantes, lorsqu'elles existent, que la base de données NASA/IPAC calcule le diamètre d'une galaxie et qu'en conséquence le diamètre de NGC 5153 pourrait être d'environ 62,1 kpc (∼203 000 al) si on utilisait la distance de Hubble pour le calculer.

## Groupe de NGC 5152
Selon A. M. Garcia, NGC 5153 fait partie du groupe de NGC 5152. Ce groupe de galaxies compte au moins 16 membres, dont NGC 5124, NGC 5135, NGC 5150, NGC 5152, NGC 5182, IC 4248, IC 4251 et IC 4275.